# Museo nacional de Catar
El Museo Nacional de Qatar (en árabe:متحف قطر الوطن) se localiza en la ciudad de Doha, la capital de Catar, abrió sus puertas en 1975 en un palacio restaurado originalmente construido en el siglo XX por el jeque Abdullah bin Jassim Al-Thani. Sirvió como residencia familiar y la sede del gobierno por aproximadamente 25 años. Además del original Palacio Amiri, el antiguo Museo Nacional de Catar incluye un Museo del Estado, una laguna y un acuario marino muy popular. El Museo Nacional de Catar se encuentra cerrado y un nuevo museo se inaugurará en diciembre de 2014.